# Dógen Zendži
Dógen Zendži (道元禅師) (19. ledna 1200 – 22. září 1253) byl japonský zenový mistr, který do Japonska přenesl z Číny učení Sótó. Ve své době byl významnou postavou japonského náboženství i filosofie.

## Život
Narodil se v Kjótu, ve šlechtické rodině. Byl možná nelegitimním synem Kogy Mičičiky, který však zemřel v jeho dvou letech. Matka zemřela v jeho sedmi letech. Jeho výchovy se pak ujal starší bratr. Roku 1212 začal, jako mnoho jeho předchůdců, studovat buddhismus na hoře Hiei, nejdříve u školy Tendai, jež sídlila v tamním kláštěře Enrjakudži. Byl však nespokojen s jejím učením, trápil ho zásadní rozpor (dobře známý i z jiných náboženství) – pakliže tradice učí, že všechny bytosti mají buddhovskou podstatu, proč i Buddha samotný se musel probudit a k osvícení se obtížně dopracovávat?
Opustil tedy Hiei (asi 1214) a začal studovat buddhismus pod vedením zenového mistra Eisaie, jež sídlil v klášteře Kennindži, a který jako první donesl zenové učení do Japonska (z Číny). Někteří autoři ovšem tvrdí, že se s Eisaiem Dógen nikdy osobně nesetkal a bezprostředně učen byl až jeho nástupcem Rjónenem Mjózenem. Mjózen i Eisai učili zen ve smísení s tradičními buddhistickými prvky. To ovšem Dógenovi zcela nevyhovovalo a toužil poznat "čistý zen". Za tím účelem se roku 1223 vydal do Číny.
V Číně se nejprve usadil v klášteře Jingdesi na hoře Tiantong, kde učil Wuji Liaopai ze sekty Linji. Jeho učení však Dógenovi nesedělo a navíc Liaopai roku 1224 zemřel, a tak Dógen klášter opustil. Jeho dalším učitelem v Číně byl mistr Rujing. Roku 1225, při společné meditaci, Rujing na Dógena zakřičel "Musíš odvrhnout svou mysl a tělo, ne spát!", načež prý Dógen, dle vlastního svědectví, dosáhl satori (osvícení).
Roku 1227 se vrátil do Japonska a sepsal jakýsi zenový manifest nazvaný Bendówa. Roku 1230 se usadil v jednom klášteře ve Fukakuse, který do roku 1243 přebudoval na první zenový klášter v Japonsku. Dnes je znám pod názvem Kóšóhórindži. Za nejasných okolností klášter s několika věrnými roku 1243 opustil a usadil se ve vesnici Ečizen. kde vybudoval malý klášter Eiheidži. Důvodem odchodu mohly být náboženské spory, neboť Dógen porušil dosavadní japonskou synkretickou tradici a hlásal, že jediná cesta k osvícení je správná, což budilo nevoli konkurenčních skupin, zejména v té době nejvlivnější sekty Tendai.
Klášter Eiheidži Dógen neopustil až do konce života, až na drobnou výjimku cesty po klášterech v roce 1248, během níž se však těžce zklamal v tom, kam se zenový buddhismus v Japonsku vyvíjí. Zde také napsal své nejvýznamnější dílo, dvanáctidílný spis Sóbógenzó. Nejdelší a nejdůležitější je stať, která se jmenuje Buššó. Základem jeho duchovní praxe byla technika šikantaza, což lze přeložit jako "pouhé sezení", což dobře vystihuje její podstatu.

## Dílo
- Šóbó genzó (1231–1253) – Nazření pokladnice pravého zákona
- Šóbó genzó zuimonki (1233) – Sbírka výroků
- Eihei kóroku (1243–1253) – Záznam výroků z kláštera Eihei-dži
- Fukan zanzegi (1227) – Obecný výklad praxe zazenu